# Bertrand Toën
Bertrand Toën (Millau, 17 de setembro de 1973) é um matemático francês.
Obteve um PhD em 1999 na Universidade Paul Sabatier, orientado por Carlos Simpson.
Foi palestrante convidado do Congresso Internacional de Matemáticos em Seul (2014).